# ヨナス・ダイヒマン
ヨナス・ダイヒマン（1987年4月15日 - ）は、ドイツ・シュトゥットガルト生まれの作家、冒険家、エクストリーム・アスリート。サイクリングと持久力競技の複数の世界記録保持者でもある。ドイツ企業やスポーツチームでのモチベーションスピーカーとしても人気である。彼は "ドイツのフォレスト・ガンプ "として知られている。